# 濁流 (1934年の映画)
『濁流』（だくりゅう、英語: Born to Be Bad）は、プレコード期の1934年に公開された、ローウェル・シャーマン監督、ロレッタ・ヤングとケーリー・グラントの主演による劇映画。
この作品は、最終的に公開が認められるまでに、ヘイズ委員会から2度にわたって却下された。ヤングの演じた主人公は未婚の母で、友人の取引先との契約をうまくいかせるために、取引相手の仲買人を喜ばせようとする、という話の流れは、書き換えと撮り直しを余儀無くされ、結果的に彼女の職業が何であるかは明示されず、示唆されるだけになった。ザナックは、ヤングが下着姿や、尻の近くまで脚を露出して登場する場面を極力カットしなければならなかった。興行成績は振るわず、5万ドルの損失が出た。
なお、原題が同じ1950年の映画『生まれながらの悪女』(Born to Be Bad) は、この映画とは無関係である。

## あらすじ
未婚のまま身ごもったレティ・ストロングは、年老いたファジーの好意に助けられ、息子ミッキーを生んだ。やがて彼女はファジーの家を出て、衣料会社のマネキンとなり、顧客のご機嫌取りをしては仕入れを増やさせ、会社からのコミッションで贅沢に暮らすようになった。一方、不良少年となったミッキーは。ある日、ミルク会社のトラックと接触して怪我をする。レティは、医師ドロプシイ、悪徳弁護士アドルフと共謀し、トラックを運転していたマルコム・トレヴァーに巨額の損害賠償を求める訴訟を起こすが、法廷ではレティたちの企みが明らかになり、ミッキーは養育院へ送られる。レティは、マルコムに懇願し、マルコム夫妻がミッキーを養育院から引き取ることになる。マルコム夫妻からミッキーを取り戻そうとするレティは、遂にはマルコムを誘惑し、マルコムも妻アリスとの離婚を覚悟するが、プールに転落したミッキーをアリスが救う場面に遭遇したレティは、ミッキーをマルコム夫妻に託し、ファジーのもとへと戻っていく。

## キャスト
- ロレッタ・ヤング - レティ・ストロング (Letty Strong)
- ケーリー・グラント - マルコム・"マル"・トレヴァー (Malcolm "Mal" Trevor)
- ジャッキー・ケルク（英語版） - ミッキー・ストロング (Mickey Strong)
- マリオン・バーンズ（英語版） - アリス・トレヴァー (Alyce Trevor)
- ヘンリー・トラヴァース - ファジー (Fuzzy)
- ハワード・ラング (Howard Lang) - 医師ドロプシイ (Doctor Dropsy)
- ハリー・グリーン (Harry Green) - 弁護士アドルフ (Adolph)
- ラッセル・ホプトン（英語版） - スティーヴ・カーンズ (Steve Karns)
- アンドリュー・トームス（英語版） - マックス・リーバー (Max Lieber)
- ポール・ハーヴェイ（英語版） - 弁護士ブライアン (Attorney Brian)

## 評価
この作品は、20世紀映画が最初気に発表した18本の映画の中では唯一、興行的に失敗した。ヘイズ委員会で問題となり、重大なカットと再撮影を余儀無くされたため、公開にも影響が出、25万ドルほどの制作費を費やしながら、興行成績は5万ドルの赤字であった。『ニューヨーク・タイムズ』紙は、この作品『濁流』について、「救いようがないほど知性に欠けた寄せ集め (hopelessly unintelligent hodgepodge)」と評し、『バラエティ』誌はグラントの演技について、「精彩を欠き (colorless)」、「意味をなさない (meaningless)」と決め付けた。